# Marius Bailly
Pour les articles homonymes, voir Bailly.
Marius Bailly, né le 7 août 1916 à Saint-Étienne, ville où il est mort le 8 juin 2000, est un écrivain régionaliste français.

## Biographie
Il a raconté ses souvenirs d'enfance dans le quartier du Crêt-de-Roch, faisant resurgir un Saint-Étienne d'autrefois dans un style pagnolesque.
Né à Saint-Étienne, Marius Bailly a passé son enfance à Sauxillanges (Puy-de-Dôme) d'où son livre "Le Piosou, mémoires d'un Gaga mâtiné d'Auvergnat" . Partant de là, Marius Bailly a été l'invité de l'émission (enregistrée) :"Les Chemins d'une Vie" présentée par Christian Lassalas sur FR3 Auvergne Radio (5 émissions de 30 minutes du 8 au 12 février 1982) 
Il a collaboré au journal Le Progrès dans son éditions stéphanoise à la fin des années 1990 en publiant des billets humoristiques.

## Œuvres
- Le Piosou, mémoires d'un Gaga mâtiné d'Auvergnat (1979). Réédition : Le Hénaff, Saint-Étienne, 1980.
- La Jarjille, c'est la sœur du Piosou ! Le Hénaff, Saint-Étienne, 1980.
- Le Belet entre Furan et Vizézy (1980). Réédition : Action Graphique, Saint-Étienne, 1991.
- Le Piosou embarbelé, récits des temps géfangéliques, Action Graphique, Saint-Étienne, 1985.
- Petits pavés stéphanois, Action graphique, Saint-Étienne, 1987.
- La Jarjille, c'est la sœur du Piosou ! Le Hénaff, Saint-Étienne, 1980.
- Le Piosou s'en revient de guerre, De la Baltique à la Mer Noire, Action Graphique, Saint-Étienne, 1988.
- Le Belet emplumé, fantaisie en couleur, Action Graphique, Saint-Étienne, 1997.